# Lloyd (Nueva York)
Lloyd es un pueblo ubicado en el condado de Ulster en el estado estadounidense de Nueva York. En el año 2000 tenía una población de 9,941 habitantes y una densidad poblacional de 121 personas por km².

## Geografía
Lloyd se encuentra ubicado en las coordenadas 41°42′49″N 74°00′20″O / 41.71361, -74.00556. Según la Oficina del Censo, la ciudad tiene un área total de 86,4 km² (33,4 mi²), de la cual 82,2 km² (31,7 mi²) es tierra y 4,2 km² (1,6 mi²) (4.91%) es agua.

## Demografía
Según la Oficina del Censo en 2000 los ingresos medios por hogar en la localidad eran de $52,686, y los ingresos medios por familia eran $61,584. Los hombres tenían unos ingresos medios de $40,774 frente a los $30,286 para las mujeres. La renta per cápita para la localidad era de $22,299. Alrededor del 7.3% de la población estaban por debajo del umbral de pobreza.